# Théodore II Paléologue
Pour les articles homonymes, voir Théodore II.
Théodore II Paléologue, né vers 1396 et mort le 21 juin 1448, fut despote de Morée de 1407 à 1443. Il était le fils de Manuel II Paléologue et d'Hélène Dragas. 
Il n’avait qu’un peu plus de dix ans lorsqu’il fut choisi par son père pour succéder au défunt despote Théodore Ier, ce dernier ayant remplacé la famille des Cantacuzène par celle des Paléologue. Dès le début de son règne, il se consacra d’une part à défendre son territoire face aux Turcs, dont une partie de l’armée envahira le Péloponnèse après le siège de Constantinople en 1422, et d’autre part à agrandir ce territoire aux dépens des États latins voisins, avec l'aide de ses frères, avec qui il divisera le despotat à partir de 1427.
Marié à la fille du comte de Rimini, Cleope Malatesta, Théodore, lui-même de tempérament intellectuel, donna à sa capitale Mistra un prestige qui fit y converger les plus grands noms de l’époque et grâce auxquels elle acquit un prestige comparable à celui de Constantinople au siècle précédent. 
Toutefois son caractère névrotique devait reprendre le dessus à la mort, jeune encore, de son épouse. Déçu de voir l’empereur Jean VIII lui préférer son frère Constantin comme successeur alors que ce dernier était son cadet, il finit par proposer à l’empereur d’échanger son territoire de Morée avec celui, pourtant moins important, de son frère Constantin. C’est ainsi qu’il mourut à Selymbria (aujourd’hui Silivri à 67 km d’Istanbul) quelques mois seulement avant le frère auquel il espérait toujours succéder.

## Contexte historique
Un des traits distinctifs de la dynastie des Paléologue après la reconquête de Constantinople est une forme de « souveraineté collective de la maison impériale ». D’une part le coempereur ou empereur associé n’est plus qu’un simple assistant de l’empereur principal. Il est aussi l’héritier présomptif et le seul qui peut porter le titre d’ « autocrator ». D’autre part, on voit également les différentes parties de l’empire être dirigées par un représentant personnel de l’empereur ou « despote » qui acquiert progressivement une forme d’autonomie alors que se relâchent les liens entre Constantinople et les provinces. Ce fut le régime des apanages par lequel un membre de la famille impériale, souvent un frère cadet de l’empereur, se voyait octroyer un territoire qu’il devait gérer et défendre tout en en percevant les revenus sous l’autorité nominale de l’empereur.  C’est ainsi que Jean VI (r. 1347 – 1354) attribua la Morée  à son fils Manuel Cantacuzène en 1349 avec le titre de « despote ». Le nom même de « despotat » ne désigne que le territoire gouverné par le despote. Seul le titre de « despote » est officiel. Il n’est pas héréditaire et l’empereur continuera à intervenir dans les affaires du territoire comme le feront Manuel II aussi bien que Jean VIII. 
À la mort du troisième despote de Morée appartenant à la famille Cantacuzène, Démétrios Ier, Jean V nomma son plus jeune fils, Théodore Ier Paléologue (r. 1383-1407). Celui-ci arriva en Morée en 1383 et commença immédiatement à agrandir son territoire. Ses campagnes militaires seront marquées par de nombreux succès face aux Vénitiens ou aux Ottomans. Comme il ne laissait pas d'héritier pouvant lui succéder, l’empereur Manuel II décida de placer son deuxième fils Théodore, alors âgé d’environ dix ans, à la tête du despotat, après avoir installé son troisième fils, Andronic, âgé de huit ans à Thessalonique,. Les provinces les plus importantes de l’empire étaient ainsi pratiquement réunies sous la gouverne effective du chef de famille qui voulait faire de la Thessalie et de la Morée des centres avancés de protection pour la capitale, et éventuellement de refuge pour la reconquête de l’empire si Constantinople venait à tomber,. C’est pourquoi, en 1415, après un séjour à Thessalonique, il se dirigea vers le Péloponnèse pour réaliser un projet qu’il caressait depuis 1408 : la construction d’un mur le long de l’isthme de Corinthe (suivant approximativement le tracé de l’actuel canal de Corinthe) appelé Hexamilion (litt : « six miles). De la sorte, la Thessalie servait de protection navale contre les Turcs et la Morée de protection terrestre,,
.

## Les premières années

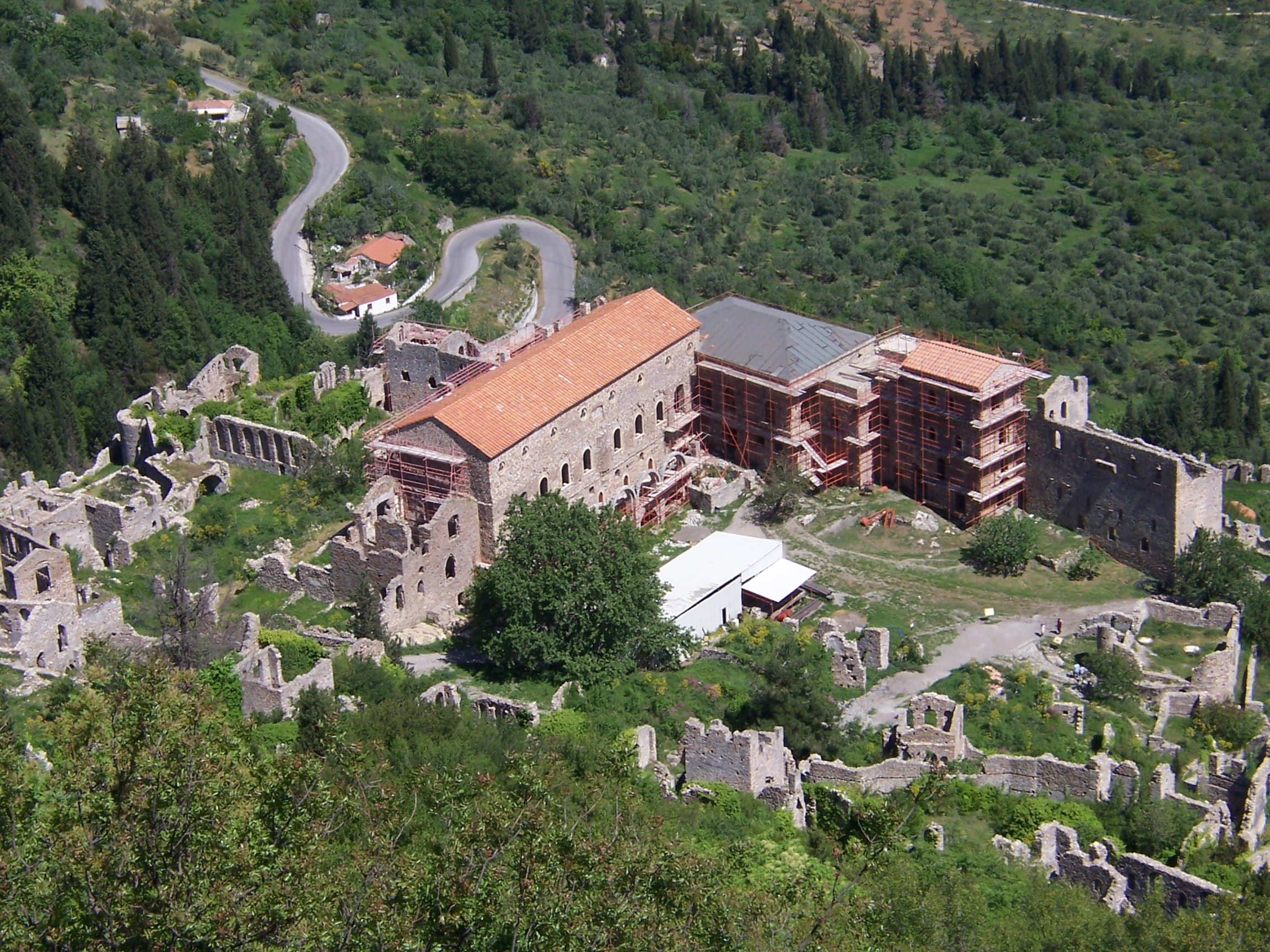
Le palais des despotes de Morée, aujourd’hui en voie de reconstruction.

Si, grâce à Théodore Ier la Morée était devenue un État prospère, ce n’était guère un territoire facile à gérer. Dépourvue de ville importante sauf sa capitale, Mistra, sa prospérité reposait sur des domaines agricoles répartis autour du kastron ou construction fortifiée des seigneurs locaux; la géographie du pays faite de vallées isolées entre des montagnes favorisait l’esprit d’indépendance et les rivalités entre eux. Seule les réunissait leur méfiance à l’endroit du pouvoir central représenté par les despotes et leur administration, lesquels faisaient figure d’étrangers dans le pays,.
Comme ses prédécesseurs, l’empereur Manuel voyait dans la papauté un appui contre les Turcs. Pour sa part, le pape Martin V (r. 1417-1431) était favorablement disposé envers les Grecs. Il accorda une indulgence spéciale aux Latins qui avaient contribué à construire ou à entretenir l’Hexamilion et il fit droit à une demande personnelle de l’empereur à l’effet que chacun de ses six fils puisse épouser une catholique pourvu qu’elle ne soit pas obligée de se convertir. Dans la perspective de l’empereur, de telles alliances avec de grandes familles italiennes visaient à faciliter l’obtention de troupes dans la lutte contre les Turcs. Pour son fils Jean il choisit Sophie de Montferrat dont la famille était alliée aux Sforza de Pavie; pour Théodore il semble qu’il ait laissé le choix au pape. Celui-ci sélectionna Cleope (ou Cleopha) Malatesta, fille du comte de Rimini, choix qui avait deux avantages : son père était en excellents termes avec Venise et elle-même était reliée au pape Martin qui appartenait à la famille des Colonna. Au début, le mariage n’en fut un que de raison. Théodore était un jeune homme névrotique davantage porté vers l’étude que la politique et désirait se retirer dans un monastère. On disait qu’il était le meilleur mathématicien de son temps. Heureusement, Cleope était aussi de caractère intellectuel et après un peu plus de deux ans d’ignorance mutuelle les époux apprirent à s’apprécier,.
Aussitôt le début de son despotat, Théodore II s'attela d’une part à défendre son territoire face aux Turcs, et d’autre part, comme l’avait fait son prédécesseur Théodore Ier, à étendre celui-ci aux dépens des seigneurs latins voisins.
Déjà en 1417, l’empereur Manuel II, après son voyage à Thessalonique et la construction de l’Hexamilion, avait envoyé son fils ainé, Jean, assister le jeune Théodore dans l’administration du pays. Jean en profita pour envahir la principauté d’Achaïe voisine. Après avoir pris Messène et Elis, il assiégea le prince Centurione II Zaccharie à Glarentza (ou Clarenza selon les sources; aujourd’hui Kyllini). Seule l’intervention des Vénitiens lui permirent de conclure une trêve ,.
Après avoir fait en vain le siège de Constantinople en 1422, une partie des forces turques sous la conduite de Turakhan Bey partirent d’Albanie et descendirent à travers le Péloponnèse, détruisant au passage l’Hexamilion, jusqu’à ce qu’elles arrivent sous les murs de Mistra. Les Turcs étaient accompagnés d’Antonio Acciajuoli, duc d’Athènes, leur vassal. Toutefois, il s’agissait d’un raid plus que d’une campagne de conquête et l’armée turque se retira après quelques jours, détruisant tout sur son passage,.  
Par un jeu d’alliances, la famille Tocco, qui régnait sur l’ile de Céphalonie, avait pris possession de Corinthe en 1395 et conquis l'Élide à l’ouest de la péninsule après 1402. En 1427, Jean, devenu Jean VIII (r. 1425-1448) à la mort de son père, accompagné de son frère Constantin, mena une campagne contre Carlo II Tocco, détruisant sa flotte à l’embouchure du golfe de Patras. Le seigneur de Céphalonie et d’Épire dut, aux termes du traité qui s’ensuivit, donner sa fille Magdalena en mariage à Constantin, ainsi que l’Élide avec le port de Glarentza,. Deux ans plus tard, Constantin devait s’emparer de Patras, alors sous le contrôle d’un évêque latin, obtenant même du sultan Murad la reconnaissance de l’annexion de Patras au despotat de Morée. En 1430, la presque totalité de la Morée était de nouveau entre les mains des Byzantins, à l’exception des ports de Corone, Modone et Nauplie, aux mains des Vénitiens ,.

## Le despotat partagé entre les trois frères

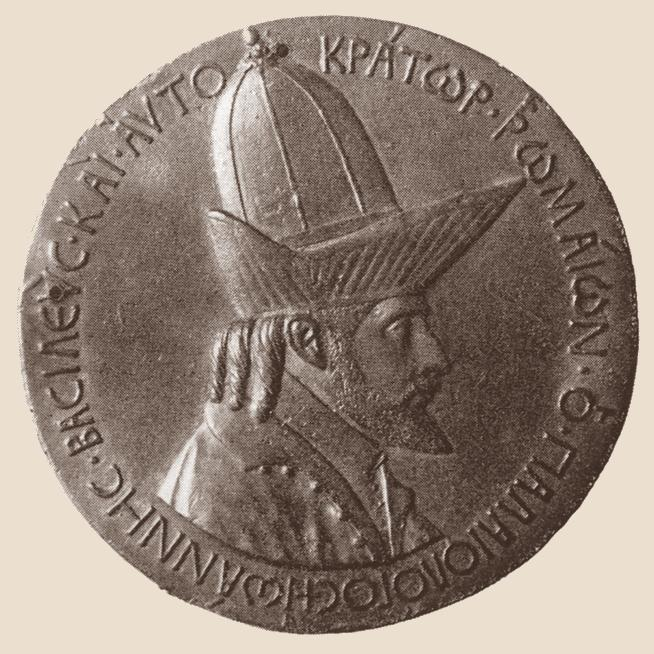
Jean VIII Paléologue qui eut fort à faire pour garder la paix entre ses frères (Médaille par Pisanello, réalisée à Florence en 1438).

Au cours du règne de Théodore II, quatre des cinq fils de Manuel II (Théodore, Thomas, Constantin, Andronic) se retrouveront à un moment ou à un autre en Morée, gouvernant conjointement ou se divisant le territoire, alors que le cinquième, Jean, devenu empereur à la mort de son père, y fit de fréquents voyages, confirmant ainsi l’importance de ce territoire pour la survie de l’Empire.
En 1418, ce fut d’abord le plus jeune fils de Manuel II, Thomas, qui vint rejoindre son frère en Morée alors qu’il n’était âgé que de dix ans, manifestement pour s’initier au gouvernement d’un territoire. C’est là qu’il devait grandir alors en bons termes avec son frère .
En 1423, ils furent rejoints par leur frère Andronic, alors despote de Thessalonique. Après avoir tenté sans succès de s’emparer de Constantinople en 1422, Mourad Ier s’était tourné contre Thessalonique. Si la ville pouvait tenir le siège grâce à ses murailles, Andronic n’avait pas les ressources pour assurer la survie de la population. En accord avec l’empereur, Andronic décida de céder la ville aux Vénitiens à condition qu’ils s'engagent à assurer le bien-être de la population et à défendre la cité. En septembre, la bannière de Saint-Marc flottait sur les murailles. Après quoi Andronic et sa famille partirent pour la Morée. Toutefois, Andronic ne devait pas participer au gouvernement du despotat, ayant décidé de se faire moine. Il devait décéder quatre ans plus tard. 
Également en 1423, le futur Jean VIII s’arrêta à Mistra en route vers Venise afin de demander de l’aide contre les Turcs. Théodore II, toujours amèrement déçu de son mariage avec Cleope, fit part à son frère de son intention de se retirer dans un monastère. Aussi, lorsque Jean retourna à Constantinople en 1425 et fut devenu empereur à la mort de Manuel II, il décida de modifier les cartes et de donner la Morée à son autre frère, Constantin, qui gouvernait alors Messembria et Achilaios sur la mer Noire, ces territoires devant être donnés en apanage au dernier des frères, Démétrios. Ce n’est toutefois qu’en 1427 que Constantin, accompagné par Jean VIII, devait se rendre dans le Péloponnèse pour y trouver Théodore réconcilié avec son épouse et ne voulant plus quitter le pouvoir. Les deux frères décidèrent alors de se partager le territoire. Constantin, venant tout juste de mener campagne contre Carlo Tocco et ayant épousé sa fille, hérita des territoires au nord-ouest du Péloponnèse, auxquels l’empereur ajouta Messène et Mani. Constantin conquit l’année suivante Patras, jusque-là sous contrôle du beau-frère de Théodore, Pandolfo Malatesta, parti inutilement à Rome chercher du secours.
Quant à Thomas, maintenant adulte, pendant que Constantin se lançait contre Patras (entreprise vue avec méfiance, nous dit Sphrantzès, par Théodore, qui voulait rester en bons termes à la fois avec Venise et avec le sultan), il se lança contre le prince d’Achaïe, Centurione II Zaccharie, avec lequel Jean, avant de devenir empereur, avait eu maille à partir en 1419. Tout ce qui restait de l’orgueilleuse principauté était quelques forteresses et la baronnie de Chalandritsa. Thomas y assiégea Centurione et conclut un traité selon lequel il épouserait la fille de Centurione, Catherine, et deviendrait son successeur à sa mort, laquelle survint deux ans plus tard,.
En 1432, les territoires réciproques des trois frères furent réajustés pour refléter les dernières conquêtes. Thomas, qui avait reçu le titre de despote en 1430, échangea sa capitale de Kalavryta pour Glarenza, capitale de Constantin, dont il reprit les territoires dans le sud-ouest jouxtant ceux dont il héritait de Centurione Zaccharia. Constantin, à qui Théodore avait confié Corinthe, reçut l’ensemble du nord de la péninsule, ce qui correspondait à ses plans visant à s’étendre au-delà de l’isthme de Corinthe. De fait, en 1434, Constantin s’emparera d’Athènes et de Thèbes, forçant le duc Nerio II Acciajuoli à lui transférer le tribut que ce dernier payait jusque-là au sultan,. Pour sa part, Théodore se réservait le sud-est dont la vallée de Sparte et le centre de la péninsule. Bien qu’il n’exerçât aucune autorité sur ses frères, il conservait une « priorité d’honneur » et Mistra continua à être considérée comme la capitale de la Morée.
La mort de son épouse Cleope en 1433 alors qu’elle était encore dans la vingtaine semble avoir augmenté la neurasthénie de Théodore et ses relations avec ses frères se détériorèrent. En 1435 se posa la question de la succession de Jean VIII qui, bien que marié depuis six ans, n’avait pas d’enfant. Théodore étant son cadet immédiat se considérait comme l’héritier naturel; mais Jean lui préférait manifestement Constantin. À l’automne, Constantin fit le voyage à Constantinople pour plaider sa cause pendant que son secrétaire Sphrantzès tentait d’obtenir l’appui du sultan turc. Lorsque Théodore vint à son tour à Constantinople au printemps suivant, il découvrit ce qui se tramait; il retourna furieux et les deux frères se préparèrent à la guerre. Désireux d’éviter à tout prix la dispute entre ses frères, Jean VIII qui se préparait à partir pour l’Italie assister au Concile de Florence proposa un compromis. En son absence, Constantin agirait comme régent à Constantinople pendant que Théodore administrerait les territoires de Constantin. Une paix temporaire s’installa dans le Péloponnèse, Théodore et Thomas vivant en bonne harmonie.
La question de l’Union des Églises agréée au Concile de Florence devait provoquer de nouveaux remous entre les frères. Constantin qui avait accompagné Jean VIII à Rome était convaincu de la nécessité de l’Union pour des motifs beaucoup plus politiques que religieux. Thomas semblait plutôt favorable à Rome dont il espérait des secours et où il finira par aller se réfugier. Démétrios, au contraire, plutôt favorable aux Turcs, était un adversaire acharné de l’Union. Quant à Théodore, à l’exemple de son père Manuel, il resta toujours courtois à l’endroit de Rome, mais sans se prononcer en faveur de l’Union. Dans sa famille, son épouse catholique romaine au moment du mariage finit par adhérer à l’Église orthodoxe et leur fille, la future reine de Chypre, fut élevée et demeura fermement orthodoxe.
Ce n’est qu’en 1441 que Constantin quitta Constantinople pour revenir dans le Péloponnèse. Toutefois, il devait être rappelé dans la capitale l’année suivante, l’empereur craignant que leur frère anti-unioniste Démétrios, qui avait reçu un petit apanage à Selymbria en Thrace pour l’éloigner de la capitale, ne cherchât à attaquer celle-ci avec l’aide du sultan.  Désirant garder Constantin près de lui, il lui donna l’apanage de Démétrios. Une année ne s’était pas passée qu’à l’été 1443, une délégation venue de Mistra apportait à l’empereur une proposition de Théodore à l’effet d’échanger son territoire avec celui de Constantin. Peut-être Théodore croyait-il qu’en se rapprochant de Constantinople et en en éloignant Constantin il aurait une meilleure chance d’accéder au trône ; sa neurasthénie aidant, peut-être voulait-il se décharger de la lourde tâche d’administrer le Péloponnèse ; peut-être encore doit-on y voir la main de l’impératrice douairière Hélène, qui considérait que le diplomate Théodore aurait plus de chance de régler la question religieuse que le militaire Constantin. Quoi qu’il en soit, ce dernier était las des intrigues de Constantinople et voyait sans déplaisir la possibilité de revenir dans un territoire qu’il avait considérablement agrandi,.
Le marché fut conclu et, avant la fin de l’année, Constantin était de retour à Mistra, pendant que Théodore s’installait à Selymbria. Il ne devait y rester que cinq ans ; en 1448 sa santé se détériora et il mourut le 21 juin de la même année, précédant de quelques mois le frère auquel il aurait voulu succéder. Constantin dut une nouvelle fois quitter Mistra pour Constantinople et devenir le dernier empereur de Byzance,.

## Mistra centre intellectuel de l’empire

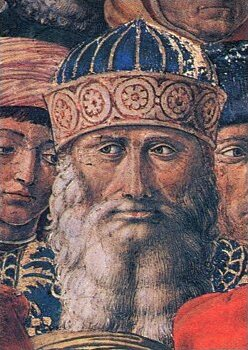
Gémiste Phléton, l’un des intellectuels qui contribua à faire de Mistra le centre intellectuel de l'empire.

Située sur les pentes de la chaine du Taygète, Mistra avait été fondée par Guillaume de Villehardouin, petit-neveu du chroniqueur de la Quatrième Croisade en 1249. De même que Monemvasia, elle était devenue byzantine après la reconquête de Michel VIII Paléologue (r. 1261-1282). Pour un demi-siècle elle demeura une enclave byzantine en territoire franc. Avec le temps toutefois, la ville grandit, la population franque quitta la région et Monemvasia perdit son importance à son profit. Un siècle après sa fondation, Jean VI Cantacuzène y installa son fils, Manuel, comme premier despote de Morée.
Lorsque Théodore II prit le pouvoir, Mistra était déjà devenue un centre intellectuel, artistique et religieux comparable à ce que Constantinople avait été un siècle auparavant ,. On y trouvait églises, monastères, palais, écoles et bibliothèques où écrivains, architectes et artistes se regroupaient et que visitait régulièrement Jean VIII, empereur remarquable par son érudition. La culture qui s’y épanouit sous le règne de Théodore II et de son épouse Cleope, laquelle dès son arrivée s’identifia parfaitement à son pays d’adoption et devint l’égérie des intellectuels, mêlait « ascétisme monastique et humanisme médiéval»; Mistra attirait moines, érudits et lettrés venus même de Constantinople et de Thessalonique. Parmi eux, le moine Isidore qui allait devenir évêque de Kiev, le futur cardinal Bessarion ainsi que Georges Scholarios qui, sous le nom de Gennadios II, deviendra patriarche et premier responsable du millet grec sous la domination turque. 
Mais celui qui exerça l’influence la plus considérable fut sans doute Gémiste Pléthon qui arriva à Mistra en 1410 comme conseiller du jeune despote Théodore, après avoir été éloigné de Constantinople par l’empereur Manuel II, son ami et protecteur, en raison de ses idées non conventionnelles. Devenu membre du Sénat et haut magistrat, il développa le concept d’une filiation entre Byzantins et Grecs de l’Antiquité, mettant à l’honneur le concept d’ « hellénisme » qui longtemps auparavant avait été le synonyme de « paganisme ». Lorsque Cleope mourut, Pléthon composa une louange dans laquelle il ventait celle-ci d’avoir « abandonné les coutumes amollissantes  et décadentes des Italiens pour adopter la modestie de nos mœurs si simples en quoi elle ne fut surpassée par aucune de nos dames  ».
Son influence politique eut moins de succès. Dans une série de mémoires adressés à l’empereur Manuel et à son fils Théodore entre 1415 et 1418, il développa un projet de réformes structurelles de l’administration, de l’économie, de la société et surtout de la défense de la Morée fondées sur les idées de Platon, son idole. Mais leur caractère était trop utopique pour être mis en œuvre dans la société de l’époque confrontée à la perspective pratique d’une invasion turque. Théodore et son père remercièrent le philosophe et le comblèrent d’honneurs (il fit partie de l’entourage impérial au Concile de Florence), mais se gardèrent bien de mettre ses idées en pratique,. 

## Despotes de Morée
- 1349-1380 : Manuel Cantacuzène.

- 1380-1383 : Mathieu Cantacuzène, frère du précédent.

- 1383 : Demetrios Ier Cantacuzène, fils du précédent.

- 1383-1407 : Théodore Ier Paléologue, les Paléologue remplaçant les Cantcuzène.

- 1407-1443 : Théodore II Paléologue, neveu du précédent.

- 1443-1448 : Constantin Paléologue (Constantin XI empereur byzantin 1449-1453), frère du précédent.

- 1448-1460 : Demetrios II Paléologue et Thomas Paléologue, codespotes, tous deux frères du précédent.

### Sources premières
- (en) Georges Sphrantzès (trad. Marios Philippides), The Fall of the Byzantine Empire : A Chronicle by George Sphrantzès, 1401-1477, Amherst, The University of Massachusetts Press, 1980 (ISBN 978-0-87023-290-9).

- (la) Georges Sphrantzès, Corpus Scriptorum Historiae Byzantinae, Bonn, I. Bekker, 1839 (réimpr. Leipzig, éd. Papadopoulos, 1935).

### Sources secondaires
- (en) Barker, J.W. « The Problem of Appanages in Byzantium during the Palaeologan Period » (in) Byzantina, 3, 1971, pp. 103-122.

- (en) Fine, John Van Antwerp. The Late Medieval Balkans: A Critical Survey from the Late Twelfth Century to the Ottoman Conquest. University of Michigan Press, 1994.  (ISBN 978-0-472-08260-5).

- (en) Kazhdan, A. (ed). The Oxford Dictionary of Byzantium. Oxford, Oxford University Press, 1991.  (ISBN 0-19-504652-8).

- (fr) Laiou, Angeliki & Cécile Morrisson. Le Monde byzantin, III, L’Empire grec et ses voisins, XIIIe – XIVe siècle. Paris, Presses Universitaires de France, 2011.  (ISBN 978-2-130-52008-5).

- (fr)  Longnon, Jean.  L'Empire latin de Constantinople et la Principauté de Morée, Paris, 1949.

- (en)  Nicol, Donald MacGillivray (trad. de l'anglais par Hugues Defrance). Les derniers siècles de Byzance, 1261-1453. Paris, Tallandier, coll. « Texto », 2008, 530 p.  (ISBN 978-2-84734-527-8).

- (en) Nicol, Donald M. The immortal emperor: the life and legend of Constantine Palaiologos, last emperor of the Romans. Cambridge, Cambridge University Press, 1992.  (ISBN 978-0-521-41456-2).

- (en) Norwich, John Julius. Byzantium, the Decline and Fall. New York, Alfred A. Knopf, 1996.  (ISBN 978-0-679-41650-0).

- (fr) Ostrogorsky, George.  Histoire de l’État byzantin. Paris, Payot, 1983.  (ISBN 2-228-07061-0).

- (en) Runciman, Steven.The Lost Capital of Byzantium, The History of Mistra and the Peloponnese. Cambridge (Mass), Harvard University Press, 2009.  (ISBN 978-0-674-03405-1).

- (fr) Zakythinos, Denis. Le Despotat grec de Morée, vol. 1 : L'Histoire politique, Paris, 1932; vol. 2 : Vie et Institutions, Athènes, 1953; éd. révisée des 2 vol. par C.  Maltézou, Londres, 1975.